# Pleopeltis uchiyamae
Pleopeltis uchiyamae là một loài dương xỉ trong họ Polypodiaceae. Loài này được Ohwi mô tả khoa học đầu tiên năm 1956.
Danh pháp khoa học của loài này chưa được làm sáng tỏ. 